# Principato di Ratisbona
Il Principato di Ratisbona fu uno stato della Germania esistito dal 1803 al 1810. La sua capitale era la città di Ratisbona, oggi in Baviera.

## Storia
Il principato venne creato per Karl Theodor von Dalberg, principe-primate dell'Impero e formalmente arcivescovo di Magonza, dopo l'annessione di Magonza stessa alla Francia sotto i termini del Trattato di Lunéville. Gran parte del nuovo principato consisteva nei territori del vecchio Vescovato di Ratisbona oltre alle signorie di Donaustauf, Wörth e Hohenburg, nonché la città imperiale di Ratisbona, i territori dell'Abbazia di Sankt Emmeram e quelli delle abbazie di Obermünster e Niedermünster. Dalberg resse anche il Principato di Aschaffenburg presso il fiume Meno.
Dalberg ricevette la dignità elettorale già accordata al suo ruolo di Principe-Elettore ecclesiastico di Magonza; il suo nuovo principato venne pertanto conosciuto anche col nome tedesco di Kurfürstentum Regensburg ("Elettorato di Ratisbona").
Dal momento che Dalberg deteneva il ruolo di arcivescovo, Ratisbona venne quindi elevata ad arcidiocesi ma data l'opposizione della Baviera egli non poté essere installato sino al 1º febbraio 1805. Il principato perse lo status di elettorato dal 1806 a seguito della dissoluzione del Sacro Romano Impero e divenne parte della Confederazione del Reno, introducendo dal 1809 il codice di leggi napoleonico.
Durante le guerre della quinta coalizione antifrancese, le truppe austriache occuparono la città nella battaglia di Ratisbona del 23 aprile 1809; la città venne riconquistata dai francesi tre giorni più tardi. Nel Trattato di Parigi del 1810, Dalberg cedette Ratisbona al nuovo Regno di Baviera che la incluse formalmente il 22 maggio di quell'anno. In cambio della cessione di Ratisbona, Dalberg ricevette Hanau e Fulda, che vennero combinate con il Principato di Aschaffenburg per creare il Granducato di Francoforte. Pur avendo perso il principato di Ratisbona, Dalberg continuò a mantenere il ruolo di Arcivescovo di Ratisbona sino alla propria morte avvenuta nel 1817, anno in cui anche la sua arcidiocesi venne declassata a diocesi e posta come suffraganea dell'arcidiocesi di Monaco e Frisinga.